# Sérgio Mirsky
Sérgio Mirsky (São Paulo, 1929 — Rio de Janeiro, 9 de Agosto de 2005) foi um velejador brasileiro.
Começou a velejar aos sete anos de idade. Aos 18, foi dado como desaparecido quando resolveu fazer uma viagem do Rio a Santos, sozinho, apenas com uma bússola de mão. Em 1968, vendeu tudo o que tinha e foi até os Estados Unidos comprar um verdadeiros barco de regatas. Pioneiro, trouxe a fibra de vidro ao Brasil.
Um dos maiores nomes da vela brasileira, o paulista ostenta até hoje o maior número de milhas em regatas no Brasil. Sua maior paixão era busca pela "Fita Azul", a vitória. Possui números expressivos como as 28 fitas azuis na Regata da Escola Naval e as 35 participações na Regata Santos-Rio.